# Nesiarchus nasutus

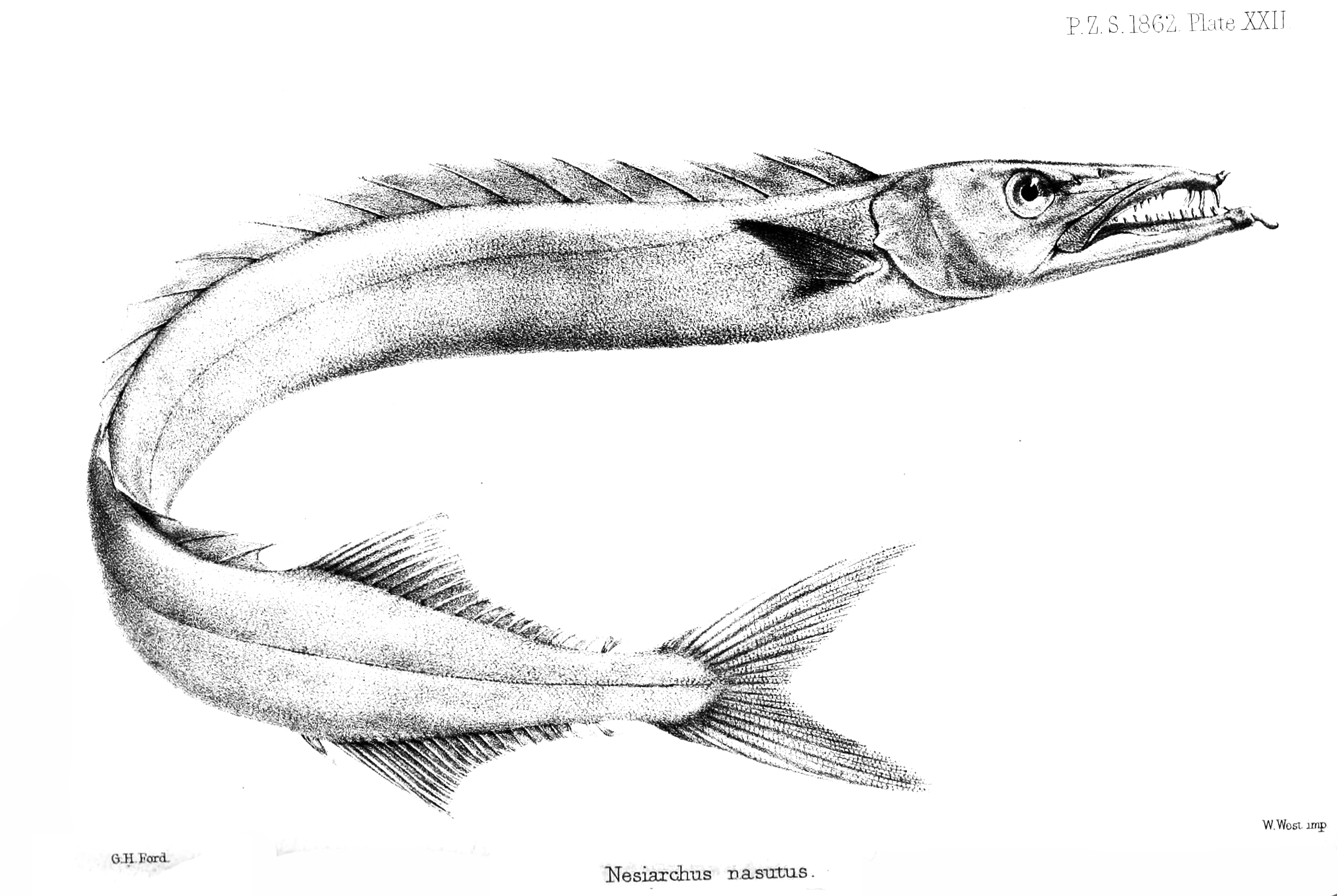
Il·lustració del 1862

Nesiarchus nasutus és una espècie de peix pertanyent a la família dels gempílids i l'única del gènere Nesiarchus.

## Descripció
- Pot arribar a fer 130 cm de llargària màxima (normalment, en fa 80).
- Cos força allargat, fortament comprimit i de color marró fosc amb tonalitats violàcies.
- Les membranes de les aletes són negres.
- Marge de l'anus de color negre.
- Boca amb dents semblants a ullals.
- 20-22 espines i 19-24 radis tous a l'aleta dorsal i 2 espines i 18-21 radis tous a l'anal.
- 34-36 vèrtebres.[3][4]

## Reproducció
Els ous són pelàgics.

## Alimentació
Menja calamars, peixos i crustacis.

## Depredadors
És depredat per Merluccius albidus (als Estats Units), la tonyina d'aleta groga (Thunnus albacares) i el dofí de Fraser (Lagenodelphis hosei) (a les illes Filipines).

## Hàbitat
És un peix marí i batidemersal que viu entre 200 i 1.200 m de fondària i entre les latituds 70°N-47°S i 180°W-180°E.

## Distribució geogràfica
Es troba als mars i oceans tropicals i subtropicals (llevat del Pacífic oriental i el nord de l'Índic), tot i que també n'hi ha registres en les aigües fredes i temperades d'Islàndia, Noruega, el nord del Japó i el sud de Nova Zelanda.

## Observacions
És inofensiu per als humans i consumit com a aliment.